# Liberia en los Juegos Olímpicos de la Juventud 2018
Liberia participó en los Juegos Olímpicos de la Juventud 2018 en Buenos Aires, Argentina, celebrados entre el 6 y el 18 de octubre de 2018. Su delegación estuvo conformada por dos atletas en una disciplina. No obtuvo medallas en las justas.

## Medallero
| Medalla       | Oro | Plata | Bronce | Total |
| ------------- | --- | ----- | ------ | ----- |
| Total oficial | 0   | 0     | 0      | 0     |

## Disciplinas

### Atletismo
Liberia clasificó a dos atletas en esta disciplina.
Masculino
Eventos de Pista
| Atleta          | Evento     | Serie 1 | Serie 1 | Serie 2 | Serie 2 | Total  | Total  |
| Atleta          | Evento     | Tiempo  | Puesto  | Tiempo  | Puesto  | Tiempo | Puesto |
| --------------- | ---------- | ------- | ------- | ------- | ------- | ------ | ------ |
| Sunnyboy Barcon | 100 Metros | 11.76   | 29      | 11.33   | 29      | 23.09  | 28     |

Femenino
Eventos de Pista
| Atleta         | Evento     | Serie 1 | Serie 1 | Serie 2 | Serie 2 | Total  | Total  |
| Atleta         | Evento     | Tiempo  | Puesto  | Tiempo  | Puesto  | Tiempo | Puesto |
| -------------- | ---------- | ------- | ------- | ------- | ------- | ------ | ------ |
| Princess Dunah | 100 Metros | 14.37   | 34      | 13.67   | 32      | 28.04  | 33     |